# 鄭鄤
鄭鄤（1594年—1639年），字謙止，號峚陽，直隸常州府武進縣橫林鎮（今屬江蘇省常州市武進區）人。明朝政治人物，东林党人。身體最肥，頗似豕形，故喜財色。天啟壬戌進士，選翰林院庶吉士。崇禎年間因被控「杖母」和「姦妹」，凌遲處死。有《峚陽草堂詩集》。

## 生平
鄭鄤少有才名，隨父講學東林書院。母吴氏，是大学士吴宗达堂姐。萬曆四十年（1612年），十九歲中式壬子科應天鄉試舉人，天啟二年（1622年）成進士，選庶吉士，有直諫聲，文震孟及黃道周皆與之游。其時魏忠賢初秉政，鄭鄤隨文震孟上言，二人俱被降調。家居十四年。

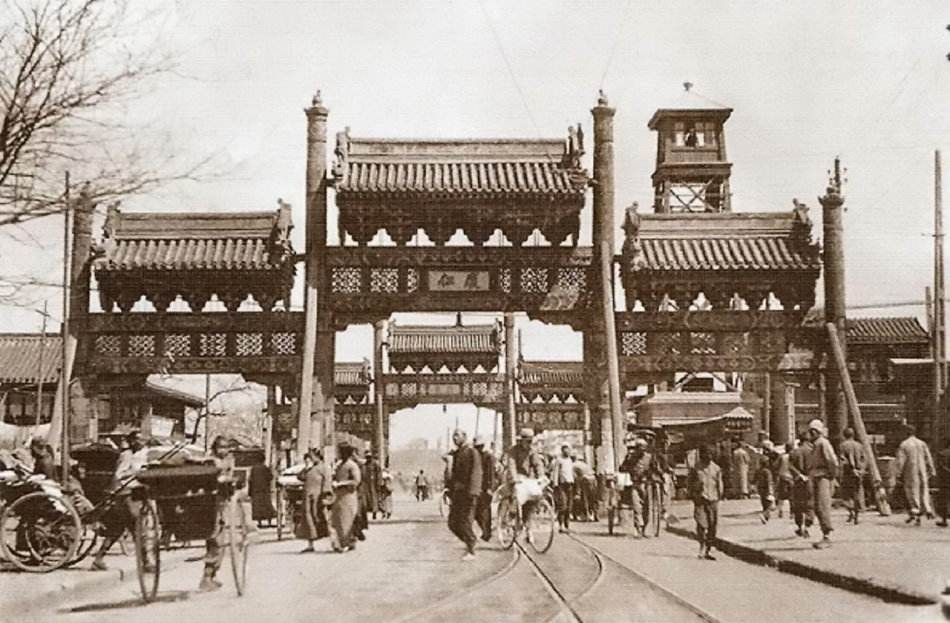
民國時的北京西四牌樓，鄭鄤受刑地

崇禎八年（1635年），應詔復官。面見權臣溫體仁時，鋒芒畢露，溫體仁有意除之。不久，温体仁与吳宗達合谋，告發鄭鄤「假借扶乩的判詞，使母遭受杖打。」郑鄤杖母不孝的罪名上达朝廷。溫體仁指使常州府武進縣中書舍人許曦，彈劾鄭鄤「杖母」罪，又加上「姦妹」，共两大罪（「姦妹」確定為誣告，「杖母」則不得而知），十一月，鄭鄤被捕，刑部尚書馮英接案後，不敢忤逆于溫體仁的權勢，卻也不欲誣陷鄭鄤，於是將彈劾之辭“鄭鄤假箕仙幻術，蠱惑伊父鄭振先無端披剃；義假箕仙批詞，迫其父以杖母”原封不動承上，并在報告中對案情隻字不提，單單稱讚鄭鄤學識人品。然寵臣楊嗣昌此時亦參與附和溫體仁等人，上書中傷鄭鄤與黃道周，崇祯帝不疑，因而大怒，責令重判鄭鄤，并责馮英徇私枉法，诏吏部议处，后被發戍邊。。崇祯十一年八月初六日再提审鄭鄤，訴杖母、姦妹之罪之外加控以“姦媳”之罪，即其儿媳韩氏（韓鍾勛之女，與鄭鄤之子订了娃娃婚）。法司原擬大辟斬首處死，二十六日黎明崇禎帝下令加等凌遲，崇禎十二年（1639年）八月初二凌晨，被凌遲割3600刀殺害。午餘事情完結，天亦暗慘之極。

## 身後
《明季北略》載，鄭鄤受刑後，京城百姓爭相購買其肉以為藥用。所謂「二十年前文章氣節，功名顯赫，竟與參術甘皮同奏膚功，亦大奇矣。」
黄道周在为《郑鄤墓志》中讚馮英曰：“大司寇冯公直指为天下万世明允之戒”。顧炎武作《陸貢士來復述昔年代許舍人曦草疏攻鄭鄤事》詩：“梅福佯狂名字改，子山流落鬢毛侵。”
清乾隆年间，乡人汤修业首起为郑鄤之狱辩护，随后又有赵怀玉、董士锡、陆继辂、庄毓軦等人参与，这类论述一直延续到民国时期的钱名山和唐玉虬。

## 评论
郑鄤案的发生，既是郑鄤自身狂傲的性格，缺乏基本的政治经验所致，又有其在乡诸多不法行径，导致自身乡评极差而罹祸的因素。同时，郑鄤案的发生也是晚明党同伐异的政治环境使然，而崇祯帝刚愎自用的性格和有意抑制士大夫清议朝政的心态，则是促成此案的关键因素。

## 家族
父鄭振先，進士。
姻戚，韓鍾勛，辛未進士。

## 著作
有《峚陽草堂詩集》二十卷、《峚陽草堂說書》七卷及《天山自述年譜》。